# Oedipe (Oper)
Oedipe (Op. 23) ist eine Oper (Originalbezeichnung: „Tragédie-lyrique“) in vier Akten und sechs Bildern von George Enescu (Musik) mit einem Libretto von Edmond Fleg nach den Tragödien des Sophokles. Sie wurde am 13. März 1936 im Palais Garnier der Pariser Oper uraufgeführt.

## Handlung

### Erster Akt
Saal im Palast des Laïos
Blumengirlanden zwischen massiven Säulen; archaische Marmorskulpturen; im Hintergrund eine bronzene Doppeltür; in der Mitte der Hausaltar mit heiligen Feuern und Ahnenbildern. Blaues Licht scheint durch eine runde Deckenöffnung auf ein mit Wasser gefülltes Bronzebecken. Auf der rechten Seite ruht Jocaste auf einem Bett mit Tierhäuten. Neben ihr sitzt König Laïos auf seinem Thron neben der Wiege ihres Sohnes Oedipe. Thebanische Krieger mit Créon, thebanische Frauen und Hirten haben sich um den Altar versammelt. Priesterinnen helfen dem Hohepriester. Links im Hintergrund wohnt der alte blinde Tirésias ernst wie der lebendige Geist des Schicksals der Zeremonie bei.
Die Anwesenden feiern fröhlich mit Tanz und Gesang die Geburt des Prinzen. Plötzlich unterbricht ein Stöhnen Tirésias’ die gute Stimmung. Er sagt voraus, dass der Königssohn dereinst seinen Vater, der die Stimmen der Götter missachtet habe, ermorden und seine eigene Mutter heiraten werde. Laïos zögert nur kurz. Er gibt das Kind einem Hirten und befiehlt ihm, es in die Schluchten des Kithairon zu bringen und dort zu töten. Nachdem der Hirte gegangen ist, brechen Laïos und Jocaste in Tränen aus.

### Zweiter Akt
Raum im Palast des Polybos in Korinth mit Blick auf das Meer und die Akropolis; Abenddämmerung
Der Hirte hat Oedipe nicht wie befohlen getötet, sondern ihn Phorbas übergeben. Der wiederum schob ihn dem korinthischen König Polybos und dessen Frau Mérope unter, deren Kind unter seiner Obhut gestorben war. Zwanzig Jahre später ist Oedipe zu einem jungen Mann herangewachsen. Während draußen ein unsichtbarer Chor Adonis und Aphrodite besingt, grübelt er traurig darüber nach, ob er das Land verlassen sollte. Als Phorbas ihn im Auftrag des Königspaares auffordert, an der Feier bei der Akropolis teilzunehmen, schickt Oedipe ihn fort. Kurz darauf tritt seine vermeintliche Mutter Mérope ein, um sich nach dem Grund für seine Trübsal zu erkundigen. Er erzählt ihr, dass kürzlich ein betrunkener Mann behauptet habe, dass er ein Findelkind sei. Mérope schwört beim Haupt des Zeus, dass sie seine echte Mutter ist. Der eigentliche Grund für Oedipes Traurigkeit ist allerdings ein anderer: Als er dem Orakel von Delphi ein Dankopfer für seinen Sieg bei den Spielen bringen wollte, warf ihm der Gott Apollon vor, als künftiger Mörder seines Vaters und Gatte seiner Mutter den Tempel zu entweihen. Um diesem Schicksal zu entgehen, sieht er keinen anderen Ausweg, als den Rest seines Lebens im Exil zu verbringen.
Hügeliger lichter Wald mit Weiden und Felsen; eine grobe Statue der Hécate an einer Weggabelung
Auf einem kleinen Felsen sitzend hütet der Hirte seine Ziegen und spielt eine klagende Melodie auf seiner Flöte. Als ferner Donner ein Unwetter ankündigt, bittet er die Göttin Hécate um Schutz für sich und seine Tiere. Oedipe trifft ein. Die Weggabelung erscheint ihm wie ein Scheideweg seines eigenen Lebens. Er hadert mit den Göttern, da er nicht versteht, wodurch er ihren Zorn auf sich gezogen hat. Der Hirte beginnt erneut mit seinem Spiel und zeigt sich auf einem steilen Felsen. Oedipe eilt in den Hintergrund, seine Keule drohend gegen das Schicksal erhoben. In diesem Moment nähert sich der Wagen von König Laïos mit einem Kutscher und einem Soldaten. Laïos ruft Oedipe zu, auszuweichen. Doch der schlägt mit seiner Keule zu und tötet Laïos. Den Soldaten und den Kutscher ereilt dasselbe Schicksal. Die Pferde fliehen mit der Kutsche. Während der Sturm vollends ausbricht, eilt Oedipe davon. Der Hirte erkennt entsetzt, dass es sich bei dem Toten um den König handelt.
Links die Stadtmauern von Theben mit einem Turm und einem geschlossenen Tor; rechts und im Hintergrund Felsen; blaue sternenbedeckte Nacht
Vom Turm aus beobachtet der Wächter die unweit der Mauer schlafende Sphinx Ekhidna, die Tochter des Schicksals. Als sich Oedipe singend der Stadt nähert, befürchtet der Wächter, dass die Sphinx erwachen könnte. Sie stellt allen Vorbeikommenden unlösbare Rätsel und tötet jeden, der sie nicht lösen kann. Oedipe jedoch ist furchtlos. Er will die Stadt von dem Ungeheuer befreien und weckt die Sphinx absichtlich. Sofort stellt sie ihm ihre Frage: „Was ist stärker als das Schicksal?“ Oedipes Antwort „Der Mensch“ ist richtig. Die Sphinx stirbt mit einer Mischung aus Lachen und Weinen. Der Wächter weckt die Einwohner der Stadt, die ihren Retter Oedipe zum König ernennen und ihm Laïos’ Witwe Jocaste zur Frau geben.

### Dritter Akt
Öffentlicher Platz von Theben; links ein Tempel; rechts der Palast Oedipes
Nach weiteren zwanzig Jahren ist Oedipe fest als König Thebens etabliert. Jocaste hat ihm mehrere Kinder geschenkt. Jetzt ist eine Pest-Epidemie ausgebrochen, und die Einwohner flehen ihn um Hilfe an. Ihm bleibt jedoch nur das Gebet. Um den Willen Apollons zu erfahren, hat er Jocastes Bruder Créon nach Delphi geschickt. Créon berichtet, dass die Seuche die Strafe dafür sei, dass die Stadt den Mörder des Laïos beherberge. Oedipe lässt sofort Nachforschungen anstellen. Der Hirte, der den Mord beobachtet hatte, wird herbeigerufen. Auch der Seher Tirésias soll helfen. Oedipe erklärt, dass er den Schuldigen aus der Stadt verbannen werde, wenn er sich freiwillig stelle. Andernfalls solle er verflucht sein. Als Tirésias eintrifft, verheißt er rätselhaft, dass Oedipe noch heute Geburt und Sterben sehen werde, und ergänzt, dass er selbst der gesuchte Mörder sei und sein eigenes Urteil auf sich nehmen müsse. Er werde noch heute erkennen, dass die alte Prophezeiung erfüllt sei. Jetzt erscheint auch der Hirte und erzählt den Hergang des Mords. Allmählich wird Oedipe klar, dass er tatsächlich den alten König getötet hat. Der alte Phorbas offenbart, dass Oedipe nicht der echte Sohn Méropes und Polybos’ ist. Zudem gibt der Hirte nach einigem Zögern zu, dass er einst das Kind Phorbas übergeben hatte, anstelle es wie befohlen dem Tod zu überlassen. Alle wissen nun, dass Oedipe tatsächlich der Sohn Laïos’ und Jocastes ist. Letztere begeht erschüttert Selbstmord. Oedipe selbst sticht sich die Augen aus. Er verlässt die Stadt an der Hand seiner Tochter Antigone.

### Vierter Akt
Attika, der Rand eines heiligen Hains; links ein Felsen neben einer Quelle; rechts ein Marmoraltar; im Boden am Waldeingang eine Bronzeplatte; heller, heiterer Tag
Im Hain bringt König Thésée mit einer Gruppe alter Athener den Göttern ein Opfer dar. Wenig später treffen der stark gealterte blinde Oedipe und Antigone ein. Anhand ihrer Beschreibung des Orts erkennt Oedipe, dass er sein letztes Ziel erreicht hat und endlich Ruhe finden kann. Da erscheint Créon mit einigen Thebanern und bittet ihn im Namen seines Volks, nach Theben zurückzukehren und sein Königsamt wieder anzunehmen. Als Oedipe ablehnt, nimmt Créon Antigone fest, um ihren Vater unter Druck zu setzen. In diesem Moment kehrt Thésée zurück, und Antigone fleht ihn um Hilfe an. Oedipe erklärt, dass ihn selbst keine Schuld an seinen Taten treffe, deren Weichen bereits vor seiner Geburt gestellt wurden. Auch seine späteren Vergehen habe er in Unwissenheit begangen. Jetzt jedoch habe er sein Schicksal überwunden. Die Thebaner dagegen hätten ihn vertrieben, obwohl sie wussten, dass er sie gerettet hatte. Er teilt Thésée mit, dass er einen bestimmten Ort in diesem Hain als seine letzte Ruhestätte ausersehen habe. Im Wissen um seinen bevorstehenden Tod verabschiedet er sich von seiner Tochter, die er in der Obhut der Athener lässt. Dann führt er Thésée an den Ort seiner Verklärung. Bei Donnergrollen betritt Oedipe eine Grotte, aus der anschließend ein helles Licht strahlt. Thésée fällt auf die Knie und bedeckt sein Gesicht, während die Stimmen der Eumeniden verkünden, dass Oedipes Seele rein sei.

## Gestaltung
Der Inhalt der Oper behandelt das gesamte Leben des Ödipus, wobei der dritte Akt auf Sophokles’ Tragödie König Ödipus basiert und der vierte Akt auf dessen Ödipus auf Kolonos. Die ersten beiden Akte stellen die Vorgeschichte dar. Die dadurch bedingten vielen Kurzauftritte von Nebenfiguren verhindern nach Meinung von Carl Dahlhaus „einen durchgängigen, als Rückgrat des Dramas wirkenden Antagonismus“. Er hielt die Oper daher für ein „Monodrama mit Nebenpersonen“, wobei der Monolog Oedipes im Wesentlichen als „Kommentar zu einem symphonischen Orchestersatz“ fungiere. Anders als in der Oper sonst üblich, hat die Musik Vorrang vor der dramatischen Handlung, die hier nur zur Rechtfertigung einer „episch-lyrischen Rhetorik“ diene. Es handele sich um ein „Orchesterwerk von ungeheuren Ausmaßen […], das als Symphonie gemeint, aber als solche nicht möglich war“.
Sophokles Tragödien stellen Oedipe als einen Mann dar, der unausweichlich vom Schicksal vernichtet wird. Bei Enescu dagegen gelingt es ihm am Ende, dieses Schicksal zu überwinden und seine Reinheit wiederzuerlangen.
Der formale Aufbau mit Prolog, vier Akten und Epilog ist zwar traditionell, doch die Musiksprache folgt Prinzipien des 20. Jahrhunderts. Die Oper benötigt ein modernes Orchester, in dessen außerordentlich differenziertem Tonsatz vielfach Soloinstrumente eingesetzt werden. Rhythmus und Ästhetik sind zukunftsweisend. Die Harmonik verbindet tonale und modale Elemente. Außerdem gibt es Mikrointervalle und Anspielungen an die rumänische Volksmusik. Deutlich hörbar sind Einflüsse von Claude Debussy, Maurice Ravel, seinem Lehrer Gabriel Fauré und der Musik des deutschen Expressionismus.
In seiner 3. Sinfonie von 1918 und in seinem 1. Streichquartett von 1920 arbeitete Enescu mit Motiven, Intervallfolgen und Notenmustern, die er als thematische Keimzellen differenziert verarbeitete, veränderte und neu zusammenstellte. Diese Technik seines Spätstils führte in Oedipe zu einer so feingranularen Verwendung von Leitmotiven, dass sie beim Hören kaum auffallen. Octavian Lazăr Cosma machte im Rahmen einer Studie 21 derartige Motive in der Oper aus. Eine exakte Zuordnung der Leitmotive zu bestimmten Personen oder Symbolen ist aufgrund der komplexen Verarbeitung nicht immer möglich.
Der Handlungsverlauf entspricht nicht dem einer antiken Tragödie, sondern orientiert sich an den Ideen Richard Wagners. Auch hier gibt es anstelle einer Ouvertüre ein Vorspiel, das bereits einige der Hauptmotive der Oper vorstellt: diejenigen des Schicksals, des Vatermords bzw. Laïos und des Sieges des Menschen bzw. Oedipes sowie ein üblicherweise mit Jocaste in Verbindung gebrachtes Motiv.
Die festliche Musik am Anfang des ersten Aktes ist von rumänischer Volksmusik inspiriert. Im Tanz der Hirten gibt es beispielsweise Flöten-Arabesken im Doina-Stil mit Vierteltönen. Nach der schicksalsschweren Prophezeiung des Tirésias und der verzweifelten Reaktion des Königs erinnert die Musik in brüchigen Anspielungen an die vorangegangenen Tänze und das Vorspiel. Das erste Bild des zweiten Akts ist von starken Kontrasten zwischen der festlichen Musik zur Feier in der Akropolis und dem düsteren Nachdenken Oedipes geprägt. Im zweiten Bild dominiert das „Vatermord“-Motiv. Das Erwachen der Sphinx im dritten Bild wird von schaurigen Klängen begleitet. Im dritten Akt gibt es einige Rückblenden, zu denen Themen aus den vorangegangenen Akten verarbeitet werden. Oedipes Eingeständnis seiner Schuld am Ende dieses Akts erfolgt in Form eines Sprechgesangs. Auch im vierten Akt klingen frühere Themen an. Die Beschwörungen im heiligen Hain sind üppig orchestriert und erreichen einen Höhepunkt bei der Apotheose von Oedipes Tod.

### Orchester
Die Orchesterbesetzung der Oper enthält die folgenden Instrumente:
- Holzbläser: vier Flöten (3. und 4. auch Piccolo, 4. auch Altflöte), zwei Oboen, Englischhorn (auch 3. Oboe), zwei Klarinetten, kleine Klarinette (auch 3. Klarinette), Bassklarinette (auch Altsaxophon), zwei Fagotte, Kontrafagott (auch 3. Fagott)
- Blechbläser: vier Hörner, vier Trompeten (1. auch Trompete in D), drei Posaunen, Tenortuba, Basstuba, Kontrabasstuba
- drei Pauken, Schlagzeug (drei Spieler, 2. und 3. auch 2. und 3. Pauke): baskische Trommel, große Trommel, kleine Trommel, Triangel, Tamtam, Becken, zwei hängende Becken, Kastagnetten, Schellen, Peitsche, Glocke in a’
- Klavier, Celesta (auch Glockenspiel), Harmonium (auch Singende Säge)
- zwei Harfen
- Streicher (vielfach geteilt mit Soloaufgaben)
- Bühnenmusik (bis auf Windmaschine und Donnerblech aus dem Orchester besetzt): zwei Flöten, Nachtigallenflöte, zwei Trompeten, Windmaschine, Donnerblech, Harfe

## Werkgeschichte

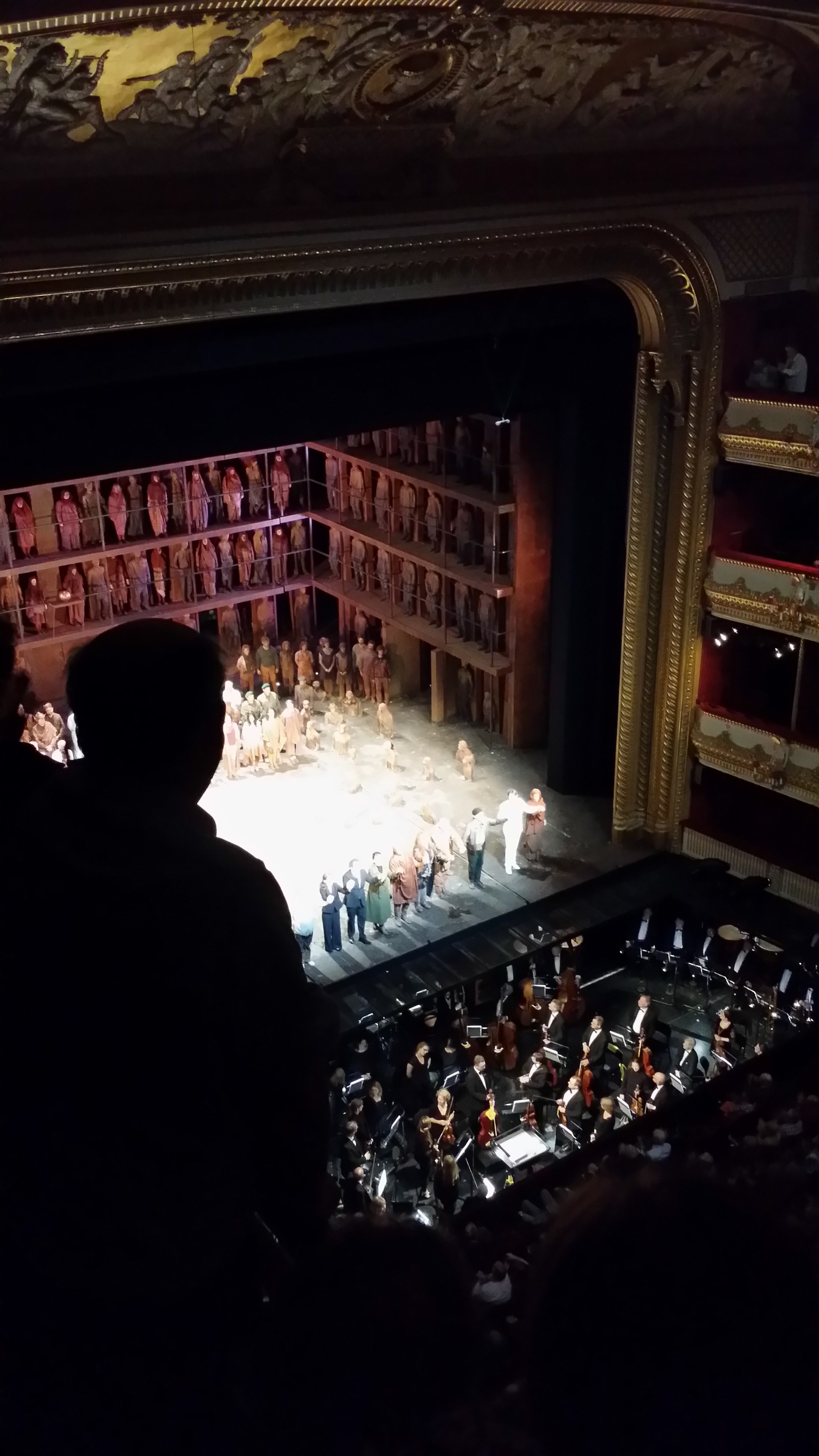
Aufführung im Royal Opera House London, 2016

1910 besuchte der Komponist George Enescu eine Produktion von Sophokles’ König Ödipus an der Pariser Comédie-Française, in der Jean Mounet-Sully die Titelrolle spielte. Davon war er so beeindruckt, dass er beschloss, diesen Stoff zu vertonen. Er begann mit ersten Kompositionsskizzen, bevor er überhaupt ein Libretto besaß. 1913 erhielt er von Edmond Fleg eine erste Fassung des Librettos. Es bestand aus zwei Teilen und war so umfangreich, dass es nicht an einem einzigen Abend aufgeführt werden konnte. Enescu war damit nicht zufrieden und bat Fleg um Kürzungen. In den Jahren 1916 und 1917 erstellte er einen vollständigen Klavierauszug der Oper mit einer gekürzten Fassung des Librettos. Das Manuskript sandte er anschließend nach Moskau. Da er es jedoch nach Ende des Ersten Weltkriegs nicht zurückerhielt, schrieb er die Oper 1922 aus dem Gedächtnis neu auf. Im November 1922 präsentierte er das Werk in Sinaia, Bukarest und Paris einigen Freunden. Im April 1923 stellte er es an der École Normale de Musique de Paris vor. Im selben Jahr erhielt Fleg durch Vermittlung des französischen Außenministeriums auch das ursprüngliche Manuskript aus Moskau zurück. Enescu benötigte anschließend noch weitere acht Jahre für die Ausarbeitung der Partitur, die er am 27. April 1931 abschloss. Nachdem 1924 und 1925 bereits zwei Ausschnitte für Orchester gespielt wurden, gelangte das vollständige Werk erst vier Jahre später zur Uraufführung. Enescus Hoffnung auf Fjodor Schaljapin in der Titelrolle erfüllte sich nicht.
Die Uraufführung fand am 13. März 1936 im Palais Garnier der Pariser Oper unter der musikalischen Leitung von Philippe Gaubert statt. Die Titelrolle sang André Pernet. Zu den weiteren Mitwirkenden zählten Marisa Ferrer (Jocaste), Bertrand Etcheverry (Tirésias), Pierre Froumenty (Créon) und Jeanne Monfort (Sphinx).
Obwohl die Uraufführung ein gewaltiger Erfolg war, hielt sich das Werk nur bis 1937 an der Pariser Oper. Der französische Rundfunk sendete 1955, kurz nach dem Tod des Komponisten, eine Neuproduktion im Radio. Seither gab es mehrere weitere Produktionen:
- 1956: Brüssel[1]
- 1958: Bukarest, blieb hier dauerhaft im Repertoire; Gastspiele 1966 in Athen und 1975 in Ost-Berlin[1]
- 1971: Saarbrücken, westdeutsche Erstaufführung[1]
- 1978: Warschau[1]
- 1980: Stockholm, konzertant[1]
- 1981: Jassy[1]
- 1981: Luzern[1]
- 1984: Weimar, deutsche Textfassung von Heidemarie Stahl[1][7]
- 1992: Kassel[8]
- 1995/1996: Koproduktion der Deutschen Oper Berlin mit der Wiener Staatsoper (Inszenierung: Götz Friedrich, Dirigent: Lawrence Foster, Oedipe: Monte Pederson). Die Produktion wurde in der Kritikerumfrage der Zeitschrift Opernwelt zur „Wiederentdeckung des Jahres“ gewählt.[9][8][10]
- 2005: Illinois, amerikanische Erstaufführung[11]
- 2005: Teatro Lirico di Cagliari[12]
- 2006: Oper Bielefeld[13]
- 2011: Brüsseler Opernhaus La Monnaie/De Munt, Koproduktion mit der Pariser Oper und dem Royal Opera House Covent Garden (hier 2016 gezeigt); auch 2018 in De Nationale Opera Amsterdam (Inszenierung: La Fura dels Baus, Àlex Ollé und Valentina Carrasco)[14][15][16]
- 2013: Oper Frankfurt (Inszenierung: Hans Neuenfels)[17]
- 2018: Theater & Philharmonie Thüringen (Inszenierung: Kay Kuntze)[18]
- 2019: Salzburger Festspiele (Inszenierung: Achim Freyer; Dirigent: Ingo Metzmacher; Oedipe: Christopher Maltman)[19]
- 2025: Bregenzer Festspiele (Inszenierung: Andreas Kriegenburg; Dirigent: Hannu Lintu; Oedipe: Paul Gay)[20]

## Aufnahmen
- Juni 1964 – Mihai Brediceanu (Dirigent), Orchester und Chor der Rumänischen Nationaloper Bukarest.
 Elena Cernei (Jocaste), Constantin Iliescu (Laïos), Joan Hrorov (Tirésias), Valentin Theodorian (Hirte), Viorel Ban (Hohepriester), Dan Iordachescu (Créon), Zenaide Pally (Sphinx), David Ohanesian (Oedipe), Ladislaus Konya (Totenwächter), Constantin Gabor (Phorbas), Maria Sindilaru (Antigone), Maria Sandulescu (Ismene).
 Studioaufnahme.
 Electrocord ECE 160 (4 LPs).[21]:4625
- 7.–20. Juni 1989 – Lawrence Foster (Dirigent), Orchestre Philharmonique de Monte Carlo, Orfeon Donostiarra, Les Petits Chanteurs de Monaco.
 Brigitte Fassbaender (Jocaste), John Aler (Laïos), Gabriel Bacquier (Tirésias), Nicolai Gedda (Hirte), Cornelius Hauptmann (Hohepriester), Marcel Vanaud (Créon), Isabelle Vernet (thebanische Frau), Marjana Lipovšek (Sphinx), Jocelyne Taillon (Mérope), José van Dam (Oedipe), Jean-Philippe Courtis (Totenwächter), Laurence Albert (Phorbas), Barbara Hendricks (Antigone), Gino Quilico (Thésée).
 Studioaufnahme; vollständig; in französischer Sprache.
 EMI CD: 7 54011 2 (2 CDs).[21]:4626
- 29. Mai 1997 – Michael Gielen (Dirigent), Götz Friedrich (Inszenierung), Orchester und Chor der Wiener Staatsoper, Wiener Sängerknaben.
 Marjana Lipovšek (Jocaste und Sphinx), Josef Hopferwieser (Laïos), Egils Silins (Tirésias), Michael Roider (Hirte), Goran Simić (Hohepriester), Davide Damiani (Créon), Mihaela Ungureanu (Mérope), Monte Pederson (Oedipe), Walter Fink (Totenwächter), Peter Köves (Phorbas), Ruxandra Donose (Antigone), Yu Chen (Thésée).
 Live aus Wien; stark gekürzt.
 Naxos 8.660163-64 (2 CDs).[21]:4627
- 15. Oktober 2005 – Ian Hobson (Dirigent), Sinfonia da Camera, University of Illinois at Urbana-Champaign, University of Illinois Chamber Singers.
 Ashmani Jha (Jocaste), Darren T. Anderson (Laïos), Ricardo Herrera (Tirésias und Totenwächter), Harold Gray (Hirte), Michael York (Hohepriester und Phorbas), Bradley Robinson (Créon), Stephanie Chigas (Sphinx), Jennifer Proulx (Mérope), Stefan Ignat (Oedipe), an Patrice Helms (Antigone), Ben Jones (Thésée).
 Live aus der Foedinger Great Hall, Urbana-Champaign.
 ALBANY TROY861/62 (2 CDs).[21]:4628
- Januar 2005 – Cristian Mandeal (Dirigent), Graham Vick (Inszenierung), Orchester und Chor des Teatro Lirico di Cagliari.
 Ildikó Komlósi (Jocaste), David Rendall (Laïos), George-Emil Crasnaru (Tirésias), Max René Cosotti (Hirte), Giovanni Battista Parodi (Hohepriester), Alexandru Agache (Créon), Cinzia de Mola (Sphinx), Irina Doljenko (Mérope), Stephan Ignat (Oedipe), Giorgio Giuseppini (Totenwächter), Enzo Capuano (Phorbas), Gaële Le Roi (Antigone), Garry Magee (Thésée).
 Live aus Cagliari.
 Dynamic (2 CDs, in Vorbereitung?).[21]:4629
- 30. August 2009 – Oleg Caetani (Dirigent), Orchester und Chor der Nationaloper Bukarest.
 Oana Andra (Jocaste), Mihai Lazar (Laïos), Horia Sandu (Tirésias), Valentin Racoveanu (Hirte), Stefan Schuller (Hohepriester), Franck Ferrari (Oedipe).
 Live aus Bukarest; in französischer Sprache.
 Radio-Übertragung auf verschiedenen Sendern; auch Video.[22][23]
- 11. August 2019 – Ingo Metzmacher (Dirigent), Wiener Philharmoniker, Salzburger Festspiele und Theater Kinderchor, Konzertvereinigung Wiener Staatsopernchor.
 Anaïk Morel (Jocaste), Michael Colvin (Laïos), John Tomlinson (Tirésias), Vincent Ordonneau (Hirte), David Steffens (Hohepriester), Brian Mulligan (Créon), Ève-Maud Hubeaux (Sphinx), Anna Maria Dur (Mérope), Christopher Maltman (Oedipe), Tilmann Rönnebeck (Totenwächter), Gordon Bintner (Phorbas), Chiara Skerath (Antigone), Boris Pinkhasovich (Thésée).
 Live aus der Felsenreitschule im Rahmen der Salzburger Festspiele.
 Übertragung im Radio Österreich 1.[24]